# 34.788%... Complete
34.788%... Complete – piąta płyta studyjna brytyjskiego zespołu My Dying Bride wydana 6 października 1998 roku przez wytwórnię płytową Peaceville. Zespół odchodzi na niej od charakterystycznej dla siebie stylistyki death czy też doom metalowej. W muzyce pojawiają się sample oraz przesterowane wokale.

## Lista utworów
Opracowano na podstawie materiału źródłowego.
| Nr | Tytuł utworu                          | Długość |
| -- | ------------------------------------- | ------- |
| 1. | „The Whore, The Cook And The Mother”  | 11:59   |
| 2. | „The Stance Of Evander Sinque”        | 5:31    |
| 3. | „Der Uberlebende”                     | 7:38    |
| 4. | „Heroin Chic”                         | 8:03    |
| 5. | „Apocalypse Woman”                    | 7:37    |
| 6. | „Base Level Erotica”                  | 9:54    |
| 7. | „Under Your Wings And Into Your Arms” | 5:57    |
| 8. | „Follower” (utwór dodatkowy)          | 5:12    |
|    |                                       | 1:01:51 |

## Twórcy
Opracowano na podstawie materiału źródłowego.
| Zespół My Dying Bride w składzie - Aaron Stainthorpe – śpiew - Andrew Craighan – gitara - Calvin Robertshaw – gitara, produkcja, miksowanie, inżynieria dźwięku - Adrian Jackson – gitara basowa - Bill Law – perkusja |  | Dodatkowi muzycy - Michelle Richfield – śpiew w utworze "Heroin Chic" - Keith Appleton – instrumenty klawiszowe Inni - Robert "Mags" Magoolagan – produkcja, inżynieria dźwięku, miksowanie - Stevie Clow, James Anderson – inżynieria dźwięku |